# Medmassa semiaurantiaca
Medmassa semiaurantiaca is een spinnensoort uit de familie van de loopspinnen (Corinnidae).
De wetenschappelijke naam van de soort werd in 1910 gepubliceerd door Eugène Simon.

## Synoniemen
- Medmassa hiekae Berland, 1922